# Fouillouse
Fouillouse é uma comuna francesa na região administrativa da Provença-Alpes-Costa Azul, no departamento de Altos-Alpes. Estende-se por uma área de 7,24 km². Em 2010 a comuna tinha 255 habitantes (densidade: 35,2 hab./km²).